# Richard Fortus

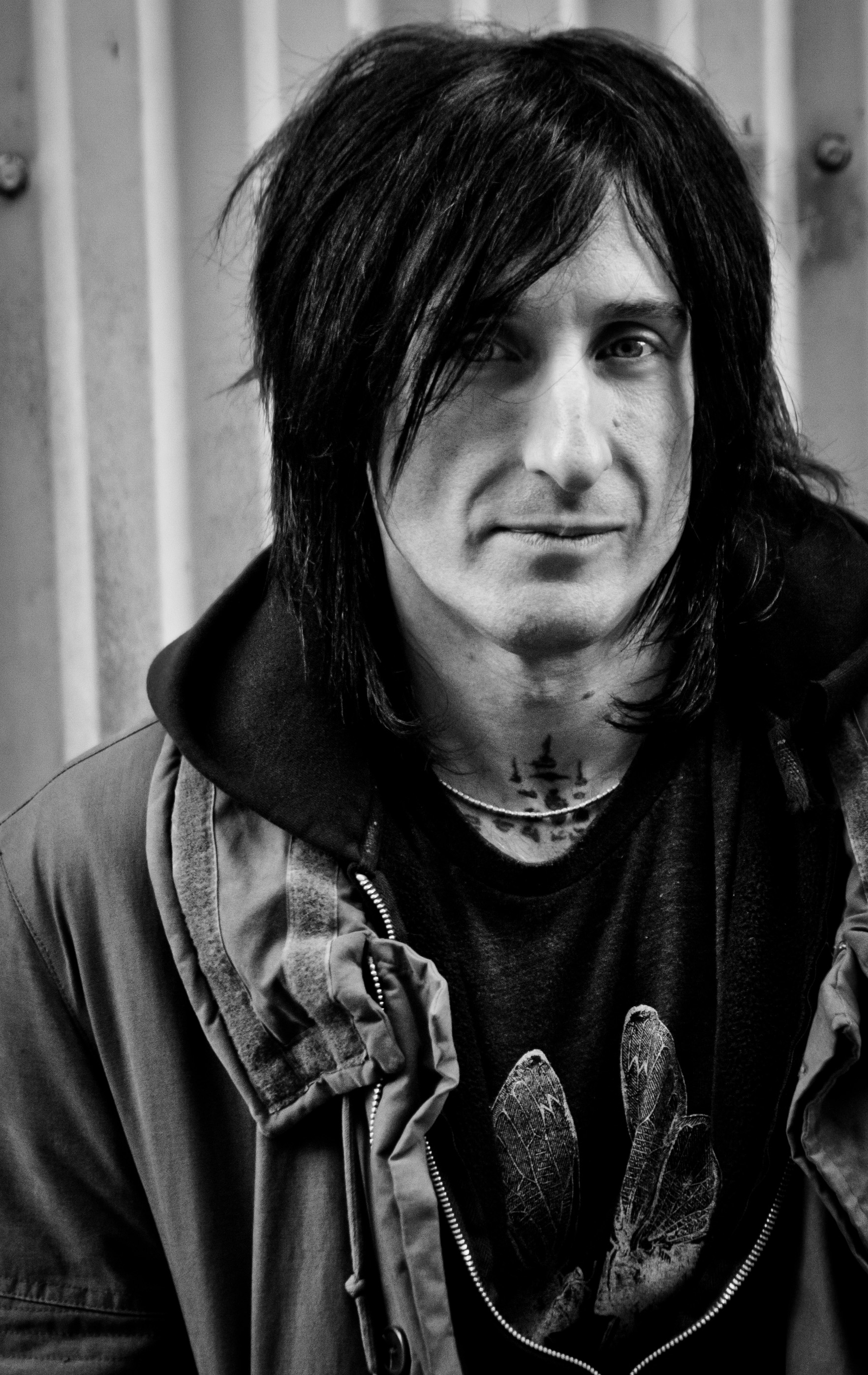
Richard Fortus (2012)

Richard Fortus (* 17. November 1966 in St. Louis, Missouri) ist ein US-amerikanischer Gitarrist.

## Werdegang
Fortus wuchs in St. Louis auf und lebt heute in New York City. Bis 2000 war er Mitglied von Love Spit Love. Neben professionellen Engagements bei den Begleitbands von *NSYNC, Enrique Iglesias und Nena, mit der er das Doppelalbum Willst du mit mir gehn einspielte, war er auch als Gastmusiker bei einem Livekonzert von X Japan tätig. 2002 ersetzte er Paul Tobias als Rhythmusgitarrist bei Guns N’ Roses.
2013 stieg Fortus in der Rockband The Dead Daisies ein, die ansonsten aus dem Sänger Jon Stevens, dem Rhythmusgitarristen Dave Lowy, dem Bassisten Marco Mendoza (Thin Lizzy, Black Star Riders), Keyboarder Dizzy Reed und dem Schlagzeuger John Tempesta (The Cult) besteht. Sie haben bislang zwei Singles (Lock N Load (featuring Slash) und Washington) sowie am 9. August 2013 ein selbstbetiteltes Debütalbum veröffentlicht.

## Gitarren
Typisch für Richard Fortus sind Gitarren mit außergewöhnlicher Form und Design, wie zum Beispiel seine '63 Epiphone oder seine '59 TV JR, wobei er bei seinen Live-Konzerten mit Guns N’ Roses Gibson-Gitarren favorisiert, wie es bisher alle Mitglieder von Guns N’ Roses taten, wobei er jedoch auch hin und wieder seine Fender Telecaster '71 bei Live-Konzerten benutzt. Er spielt auch Gretsch Halbresonanzgitarren, so eine Gretsch White Falcon.